# 5e étape du Tour de France 2005
 (juillet 2025).
Pour un article plus général, voir Tour de France 2005.
La 5e étape du Tour de France 2005 s'est déroulée le 6 juillet 2005 entre Chambord (Loir-et-Cher) et Montargis (Loiret) sur une distance de 179 km. Elle s'est conclue au sprint par la victoire de l'Australien Robbie McEwen qui coiffe au poteau le Belge Tom Boonen en quête d'une troisième victoire d'étape. L'Américain Lance Armstrong conserve son maillot jaune.

## Déroulement de la course

### Sprints intermédiaires
| Premier   | Tom Boonen     | 6 P. et 6 s |
| Second    | Thor Hushovd   | 4 P. et 4 s |
| Troisième | Stuart O'Grady | 2 P. et 2 s |

| Premier   | Juan Antonio Flecha | 6 P. et 6 s |
| Second    | Kjell Carlström     | 4 P. et 4 s |
| Troisième | László Bodrogi      | 2 P. et 2 s |

| Premier   | Salvatore Commesso | 6 P. et 6 s |
| Second    | László Bodrogi     | 4 P. et 4 s |
| Troisième | Kjell Carlström    | 2 P. et 2 s |

### Côtes
Côte de Bellevue Catégorie 4 (109,5 km)
| Premier   | László Bodrogi     | 3 P. |
| Second    | Kjell Carlström    | 2 P. |
| Troisième | Salvatore Commesso | 1 P. |

## Résultats

### Classement de l'étape
Classement de l'étape
| \| Classement de l'étape \| Classement de l'étape \| Classement de l'étape \| Classement de l'étape \| Classement de l'étape \| \| Coureur \| Coureur \| Pays \| Équipe \| Temps \| \| --------------------- \| --------------------- \| --------------------- \| ------------------------------- \| --------------------- \| \| 1er \| Robbie McEwen \| Australie \| Davitamon-Lotto \| 3 h 46 min 00 s \| \| 2e \| Tom Boonen \| Belgique \| Quick Step-Innergetic \| + 0 s \| \| 3e \| Thor Hushovd \| Norvège \| Crédit Agricole \| + 0 s \| \| 4e \| Stuart O'Grady \| Australie \| Cofidis-Le Crédit par Téléphone \| + 0 s \| \| 5e \| Angelo Furlan \| Italie \| Domina Vacanze-De Nardi \| + 0 s \| \| 6e \| Allan Davis \| Australie \| Liberty Seguros-Würth \| + 0 s \| \| 7e \| Bernhard Eisel \| Autriche \| La Française des jeux \| + 0 s \| \| 8e \| Baden Cooke \| Australie \| La Française des jeux \| + 0 s \| \| 9e \| Jens Voigt \| Allemagne \| CSC \| + 0 s \| \| 10e \| Robert Förster \| Allemagne \| Gerolsteiner \| + 0 s \| |                |           |                                 |                 |
| |                |           |                                 |                 |
| |                |           |                                 |                 |
| Classement de l'étape |                |           |                                 |                 |
| Coureur | Coureur        | Pays      | Équipe                          | Temps           |
| 1er | Robbie McEwen  | Australie | Davitamon-Lotto                 | 3 h 46 min 00 s |
| 2e | Tom Boonen     | Belgique  | Quick Step-Innergetic           | + 0 s           |
| 3e | Thor Hushovd   | Norvège   | Crédit Agricole                 | + 0 s           |
| 4e | Stuart O'Grady | Australie | Cofidis-Le Crédit par Téléphone | + 0 s           |
| 5e | Angelo Furlan  | Italie    | Domina Vacanze-De Nardi         | + 0 s           |
| 6e | Allan Davis    | Australie | Liberty Seguros-Würth           | + 0 s           |
| 7e | Bernhard Eisel | Autriche  | La Française des jeux           | + 0 s           |
| 8e | Baden Cooke    | Australie | La Française des jeux           | + 0 s           |
| 9e | Jens Voigt     | Allemagne | CSC                             | + 0 s           |
| 10e | Robert Förster | Allemagne | Gerolsteiner                    | + 0 s           |

## Classement général
| \| Classement général \| Classement général \| Classement général \| Classement général \| Classement général \| \| Coureur \| Coureur \| Pays \| Équipe \| Temps \| \| ------------------ \| -------------------- \| ------------------ \| ------------------ \| ------------------ \| \| 1er \| Lance Armstrong \| États-Unis \| Discovery Channel \| DQ \| \| 2e \| George Hincapie \| États-Unis \| Discovery Channel \| DQ \| \| 3e \| Jens Voigt \| Allemagne \| CSC \| + 1 min 04 s \| \| 4e \| Bobby Julich \| États-Unis \| CSC \| + 1 min 07 s \| \| 5e \| José Luis Rubiera \| Espagne \| Discovery Channel \| + 1 min 14 s \| \| 6e \| Yaroslav Popovych \| Ukraine \| Discovery Channel \| + 1 min 16 s \| \| 7e \| Alexandre Vinokourov \| Kazakhstan \| T-Mobile \| + 1 min 21 s \| \| 8e \| Benjamín Noval \| Espagne \| Discovery Channel \| + 1 min 26 s \| \| 9e \| David Zabriskie \| États-Unis \| CSC \| + 1 min 26 s \| \| 10e \| Ivan Basso \| Italie \| CSC \| + 1 min 26 s \| |                      |            |                   |              |
| |                      |            |                   |              |
| |                      |            |                   |              |
| Classement général |                      |            |                   |              |
| Coureur | Coureur              | Pays       | Équipe            | Temps        |
| 1er | Lance Armstrong      | États-Unis | Discovery Channel | DQ           |
| 2e | George Hincapie      | États-Unis | Discovery Channel | DQ           |
| 3e | Jens Voigt           | Allemagne  | CSC               | + 1 min 04 s |
| 4e | Bobby Julich         | États-Unis | CSC               | + 1 min 07 s |
| 5e | José Luis Rubiera    | Espagne    | Discovery Channel | + 1 min 14 s |
| 6e | Yaroslav Popovych    | Ukraine    | Discovery Channel | + 1 min 16 s |
| 7e | Alexandre Vinokourov | Kazakhstan | T-Mobile          | + 1 min 21 s |
| 8e | Benjamín Noval       | Espagne    | Discovery Channel | + 1 min 26 s |
| 9e | David Zabriskie      | États-Unis | CSC               | + 1 min 26 s |
| 10e | Ivan Basso           | Italie     | CSC               | + 1 min 26 s |

Les Américains David Zabriskie, George Hincapie et Lance Armstrong ont été déclassés en 2012.

## Classements annexes
| Classement par points | Classement par points | Classement par points | Classement par points           | Classement par points |
| Coureur               | Coureur               | Pays                  | Équipe                          | Points                |
| --------------------- | --------------------- | --------------------- | ------------------------------- | --------------------- |
| 1er                   | Tom Boonen            | Belgique              | Quick Step-Innergetic           | 106 pts               |
| 2e                    | Thor Hushovd          | Norvège               | Crédit Agricole                 | 77 pts                |
| 3e                    | Stuart O'Grady        | Australie             | Cofidis-Le Crédit par Téléphone | 76 pts                |
| 4e                    | Robbie McEwen         | Australie             | Davitamon-Lotto                 | 61 pts                |
| 5e                    | Peter Wrolich         | Autriche              | Gerolsteiner                    | 60 pts                |

| Classement par points | Classement par points | Classement par points | Classement par points           | Classement par points |
| Coureur               | Coureur               | Pays                  | Équipe                          | Points                |
| --------------------- | --------------------- | --------------------- | ------------------------------- | --------------------- |
| 1er                   | Tom Boonen            | Belgique              | Quick Step-Innergetic           | 106 pts               |
| 2e                    | Thor Hushovd          | Norvège               | Crédit Agricole                 | 77 pts                |
| 3e                    | Stuart O'Grady        | Australie             | Cofidis-Le Crédit par Téléphone | 76 pts                |
| 4e                    | Robbie McEwen         | Australie             | Davitamon-Lotto                 | 61 pts                |
| 5e                    | Peter Wrolich         | Autriche              | Gerolsteiner                    | 60 pts                |

| Classement de la montagne | Classement de la montagne | Classement de la montagne | Classement de la montagne | Classement de la montagne |
| Coureur                   | Coureur                   | Pays                      | Équipe                    | Points                    |
| ------------------------- | ------------------------- | ------------------------- | ------------------------- | ------------------------- |
| 1er                       | Erik Dekker               | Pays-Bas                  | Rabobank                  | 6 pts                     |
| 2e                        | Thomas Voeckler           | France                    | Bouygues Telecom          | 5 pts                     |
| 3e                        | Rubens Bertogliati        | Suisse                    | Saunier Duval-Prodir      | 4 pts                     |
| 4e                        | László Bodrogi            | Hongrie                   | Crédit Agricole           | 3 pts                     |
| 5e                        | Fabian Wegmann            | Allemagne                 | Gerolsteiner              | 3 pts                     |

| Classement de la montagne | Classement de la montagne | Classement de la montagne | Classement de la montagne | Classement de la montagne |
| Coureur                   | Coureur                   | Pays                      | Équipe                    | Points                    |
| ------------------------- | ------------------------- | ------------------------- | ------------------------- | ------------------------- |
| 1er                       | Erik Dekker               | Pays-Bas                  | Rabobank                  | 6 pts                     |
| 2e                        | Thomas Voeckler           | France                    | Bouygues Telecom          | 5 pts                     |
| 3e                        | Rubens Bertogliati        | Suisse                    | Saunier Duval-Prodir      | 4 pts                     |
| 4e                        | László Bodrogi            | Hongrie                   | Crédit Agricole           | 3 pts                     |
| 5e                        | Fabian Wegmann            | Allemagne                 | Gerolsteiner              | 3 pts                     |

| Classement du meilleur jeune | Classement du meilleur jeune | Classement du meilleur jeune | Classement du meilleur jeune   | Classement du meilleur jeune |
| Coureur                      | Coureur                      | Pays                         | Équipe                         | Temps                        |
| ---------------------------- | ---------------------------- | ---------------------------- | ------------------------------ | ---------------------------- |
| 1er                          | Yaroslav Popovych            | Ukraine                      | Discovery Channel              | 13 h 46 min 28 s             |
| 2e                           | Vladimir Karpets             | Russie                       | Illes Balears-Caisse d'Épargne | + 57 s                       |
| 3e                           | Luis León Sánchez            | Espagne                      | Liberty Seguros-Würth          | + 1 min 01 s                 |
| 4e                           | Fabian Cancellara            | Suisse                       | Fassa Bortolo                  | + 1 min 14 s                 |
| 5e                           | Alberto Contador             | Espagne                      | Liberty Seguros-Würth          | + 1 min 19 s                 |

| Classement du meilleur jeune | Classement du meilleur jeune | Classement du meilleur jeune | Classement du meilleur jeune   | Classement du meilleur jeune |
| Coureur                      | Coureur                      | Pays                         | Équipe                         | Temps                        |
| ---------------------------- | ---------------------------- | ---------------------------- | ------------------------------ | ---------------------------- |
| 1er                          | Yaroslav Popovych            | Ukraine                      | Discovery Channel              | 13 h 46 min 28 s             |
| 2e                           | Vladimir Karpets             | Russie                       | Illes Balears-Caisse d'Épargne | + 57 s                       |
| 3e                           | Luis León Sánchez            | Espagne                      | Liberty Seguros-Würth          | + 1 min 01 s                 |
| 4e                           | Fabian Cancellara            | Suisse                       | Fassa Bortolo                  | + 1 min 14 s                 |
| 5e                           | Alberto Contador             | Espagne                      | Liberty Seguros-Würth          | + 1 min 19 s                 |

| Classement par équipes | Classement par équipes | Classement par équipes | Classement par équipes |
| Équipe                 | Équipe                 | Pays                   | Temps                  |
| ---------------------- | ---------------------- | ---------------------- | ---------------------- |
| 1re                    | CSC                    | Danemark               | 38 h 56 min 25 s       |
| 2e                     | Discovery Channel      | États-Unis             | + 2 s                  |
| 3e                     | T-Mobile               | Allemagne              | + 2 min 24 s           |
| 4e                     | Phonak Hearing Systems | Suisse                 | + 3 min 02 s           |
| 5e                     | Liberty Seguros-Würth  | Espagne                | + 3 min 22 s           |

| Classement par équipes | Classement par équipes | Classement par équipes | Classement par équipes |
| Équipe                 | Équipe                 | Pays                   | Temps                  |
| ---------------------- | ---------------------- | ---------------------- | ---------------------- |
| 1re                    | CSC                    | Danemark               | 38 h 56 min 25 s       |
| 2e                     | Discovery Channel      | États-Unis             | + 2 s                  |
| 3e                     | T-Mobile               | Allemagne              | + 2 min 24 s           |
| 4e                     | Phonak Hearing Systems | Suisse                 | + 3 min 02 s           |
| 5e                     | Liberty Seguros-Würth  | Espagne                | + 3 min 22 s           |

## Abandon
- Constantino Zaballa (Saunier Duval-Prodir) : abandon